# Dazai Osamu
Dazai Osamu (太宰 治 (Thái Tể - Trị) sinh 19 tháng 6 năm 1909 – mất 13 tháng 6 năm 1948) là một nhà văn Nhật Bản tiêu biểu cho thời kỳ vừa chấm dứt Thế chiến thứ Hai ở Nhật. Dazai sống và viết cùng một nghĩa như nhau, thành thực mà bi đát.
Ông thường được nhắc tới như một thành viên tiêu biểu trong văn phái Buraiha (Vô Lại Phái) của Nhật Bản.

## Tiểu sử
| “                                                       | Hai năm trước đây. tôi bị đuổi khỏi nhà, chỉ một đêm mà thành ra túng quẫn, lang thang đầu đường xó chợ, khóc kể cầu khẩn nơi này nơi nọ, kiếm sống qua ngày, rồi ngay lúc thấy có thể viết văn kiếm sống được thì lại đổ bệnh. Nhờ lòng thương xót của người này người khác mà đến mùa hè thì thuê được một căn nhà nhỏ ở gần bãi biển bùn lầy ở Funabashi thuộc huyện Chiba, tự mình nấu nướng bồi dưỡng được, đêm đêm phải đánh vật với giấc ngủ đầy mồ hôi đến vắt ra ròng ròng từ áo ngủ, dù vậy vẫn phải làm việc để sống, mỗi buổi sáng chỉ uống một cốc sữa, mà kỳ lạ thay, cũng cảm nhận được niềm vui mình đang sống, tuy đầu óc tôi đã đau đớn mệt mỏi quá đến nỗi nhìn đám trúc đào nở ở góc vườn chỉ thấy những ngọn lửa phừng phực cháy đỏ. | ” |
| — Phong cảnh hoàng kim (Ogon Fukei) (1939), Osamu Dazai | |   |

### Tuổi thiếu niên
Dazai tên thật là Tsushima Shūji (津島 修治 (Tân-Đảo Tu-Trị)), là đứa con thứ 8 trong một gia đình đại địa chủ có mười một người con, có cha là một chính trị gia, địa chủ ở Tsugaru, tỉnh Aomori. Vì cha làm chính trị, thường xuyên xa nhà và mẹ bị bệnh kinh niên sau khi sinh đến 11 người con nên ông được những người hầu trong gia đình và dì Kiye nuôi nấng.

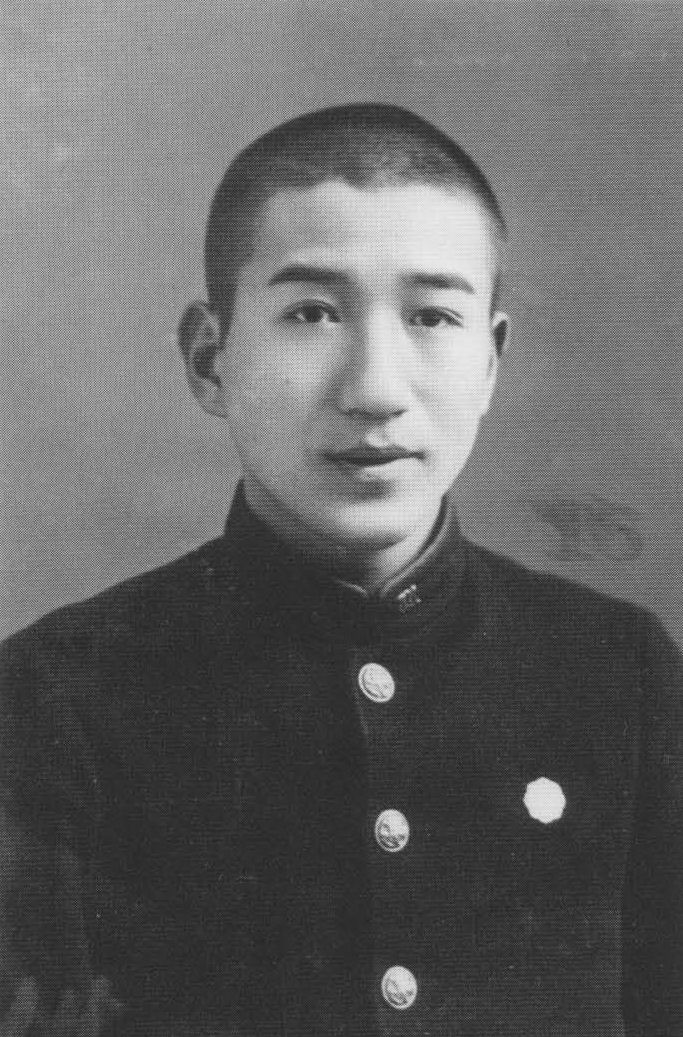
Tsushima trong một hình ảnh của trường Trung học.

 Thời trung học, ông là một học sinh giỏi, những năm cấp ba đã cùng bạn bè viết văn làm báo. Cuộc đời của ông chỉ thay đổi khi thần tượng văn học của ông lúc đó là nhà văn Akutagawa Ryūnosuke tự tử năm 1927. Ông bắt đầu lơ là việc học, phung phí chi tiêu của mình vào áo quần, rượu chè và gái mại dâm. Ông còn tiếp cận với phe cánh tả đang bị chính quyền đàn áp lúc đó. Năm 1929, đêm trước kỳ thi tốt nghiệp mà ông không hi vọng qua được, ông tự tử bằng cách uống thuốc ngủ quá liều nhưng được cứu sống và tốt nghiệp năm sau đó.
Năm 1930, ông ghi danh vào Đại học Đế quốc Tokyo, chuyên ngành Văn chương Pháp, bắt đầu tham gia hoạt động chính trị cánh tả. Tháng Mười ông chạy trốn cùng geisha Oyama Hatsuyo (小山 初代) và bị gia đình từ. Không mấy ngày sau khi bị từ, ông tự tử với một cô gái khác là Tanabe Shimeko (田辺 シメ子). Shimeko chết, nhưng Shuji đã sống, đã được cứu bởi một chiếc thuyền đánh cá, để lại anh với một ý thức mạnh mẽ của tội lỗi. Gia đình ông hoảng sợ và đồng ý để ông kết hôn với Hatsuyo.
Không lâu sau đó, ông bị bắt vì có hoạt động chính trị liên quan đến Đảng bị cấm lúc đó là Đảng Cộng sản Nhật Bản. Anh ông đã can thiệp với điều kiện phải chuyên chú vào học tập và tốt nghiệp. Ông đã nhận lời.

### Sự nghiệp văn học ban đầu
Một điều bất ngờ với mọi người lúc đó, Dazai đã giữ lời hứa của mình. Nhờ sự giúp đỡ của một người cộng sự Ibuse Masuji, các tác phẩm của ông được xuất bản và ông bắt đầu gây dựng được danh tiếng.
Vài năm sau, ông bắt đầu sáng tác mạnh mẽ với bút danh Dazai Osamu kể từ truyện ngắn Ressha (列車 Đoàn tàu, 1933) với phong cách lần đầu thử nghiệm là lối viết tự thuật, sau này là sở trường và đặc tài của ông. Tuy nhiên năm 1935, ông không tốt nghiệp được và thi rớt trong kỳ thi vào một tòa báo ở Tokyo. Ông treo cổ và lại được cứu. Ba tuần sau, ông bị sưng ruột thừa phải vào bệnh viện cấp cứu, và sau đó lại bị nghiện thuốc giảm đau có ma túy đến nỗi phải vào bệnh viện tâm thần điều trị một tháng. Trở về, ông phát giác vợ ông ngoại tình nên nhanh chóng li dị và lấy một giáo viên trung học tên là Ishihara Michiko (石原 美知子 (Thạch-Nguyên Mĩ-Tri-Tử)). Đứa con gái đầu tiên của họ là Sonoko (園子), sinh tháng 6 năm 1941.

### Những năm chiến tranh
Nhật Bản tham gia Chiến tranh Thái Bình Dương tháng 12 năm 1941, nhưng Dazai được miễn đi lính do đau phổi (ông được chẩn đoán là mắc bệnh Lao). Việc kiểm duyệt thời đó rất gắt gao song ông vẫn tìm cách xuất bản được nhiều tác phẩm của mình.. Nhà của ông bị dội bom 2 lần trong cuộc không kích Mỹ vào Tokyo nhưng gia đình ông may mắn thoát chết với con trai cả Masaki (正樹, sinh năm 1944) và con gái thứ ba Satoko (里子, sinh năm 1947), sau này trở thành nhà văn nổi tiếng với bút danh Tsushima Yūko (津島 佑子).

### Sau chiến tranh
Sau chiến tranh, Dazai đã đạt tới đỉnh cao trong sự nghiệp viết văn của mình.
Tháng 7 năm 1947, ông xuất bản tác phẩm Shayo (Tà dương), tác phẩm đưa ông lên hàng tác gia danh tiếng nhất đương thời. Tác phẩm dựa trên nhật ký của Ōta Shizuko (太田静子). Ông gặp cô lần đâu năm 1941 và cô ta sinh cho ông một cô con gái tên là Haruko (治子) vào năm 1947.
Vốn ưa uống rượu, ông trở nên nghiện và sức khỏe giảm sút dần. Gặp Yamazaki Tomie (山崎富栄) góa chồng sau 10 ngày kết hôn, ông bỏ vợ con theo Tomie và viết tiểu thuyết tự thuật Nhân gian thất cách (人間失格 - Ningen Shikkaku,  ở nơi nghỉ mát có suối nước nóng Atami. Nhân gian thất cách của ông nói về một nhân vật lao vào cuộc sống tự hủy bởi vì tuyệt vọng không thể thay đổi được đời mình, cuối cùng trở thành người tàn phế cô lập trong túp lều ở ngoại ô Tokyo. Giọng văn thành thực đến tàn nhẫn, không có chỗ trống cho tình cảm, tiểu thuyết này trở thành một trong những tác phẩm kinh điển của Văn học Nhật Bản và được dịch ra nhiều thứ tiếng.

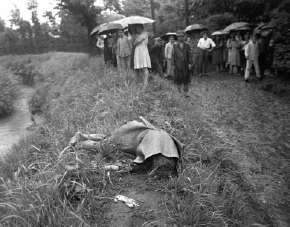
Thi thể của Dazai và Tomie được tìm thấy năm 1948

Mùa xuân năm 1948, ông đang làm việc cho Asahi Simbun trong một truyện ngắn có tên Guddo bai (Giã biệt). Ngày 13 tháng 6 năm 1948, ông cùng Tomie tự tử ở hồ nước ngọt của sông Tamagawa. Các cơ quan chức năng không hề tìm thấy thi thể cho đến ngày 19 tháng 6, điều trùng hợp là đúng sinh nhật lần thứ 39 của ông. Mộ của ông được đặt tại chùa Zenrin, Mitaka, Tokyo.

## Phong cách
Dazai dùng lối viết giản dị như câu nói thường ngày. Những tác phẩm nổi tiếng của ông đều dựa vào những sự việc xảy ra trong cuộc đời mình nên ông được xếp vào "Tự truyện, Tiểu thuyết tự thuật (私小説 Shishōsetsu)".
Tác phẩm của Dazai hàm chứa nỗi bi quan sâu đậm, điều không có gì lạ ở một người nhiều lần thực hiện hành vi tự tử. Các nhân vật tiểu thuyết của ông cũng quan niệm chuyện tự tử như cách duy nhất để thay thế cho đời sống địa ngục của họ, nhưng thường thất bại trong việc tự tử chính vì thái độ khinh bạc đối với sự sống hay chết.

### Các tác phẩm chính
Một số tác phẩm chính của ông:
| Năm  | Tên tiếng Nhật                       | Tên tiếng Việt (tạm dịch)                                                                    |
| ---- | ------------------------------------ | -------------------------------------------------------------------------------------------- |
| 1933 | 思い出 Omoide                        | Ký ức                                                                                        |
| 1935 | 道化の華 Dōke no Hana                | Hoa của thằng hề                                                                             |
| 1936 | 晩年 Bannen                          | Vãn niên                                                                                     |
| 1937 | 二十世紀旗手 Nijusseiki Kishu        | Tiên phong thế kỉ XX                                                                         |
| 1939 | 富嶽百景 Fugaku Hyakkei              | Một trăm cảnh núi Phú Sĩ                                                                     |
| 1939 | 女生徒 Joseito                       | Nữ sinh                                                                                      |
| 1940 | 女の決闘 Onna no Kettō               | Đàn bà quyết đấu                                                                             |
| 1940 | 駈込み訴え Kakekomi Uttae            | Yêu cầu khẩn thiết                                                                           |
| 1940 | 走れメロス Hashire Merosu            | Melos, hãy chạy đi (Quỳnh Chi dịch) Melos ơi, chạy nhanh lên (Văn-Lang Tôn-thất Phương dịch) |
| 1941 | 新ハムレット Shin-Hamuretto          | Tân Hamlet                                                                                   |
| 1942 | 正義と微笑 Seigi to Bishō            | Chính nghĩa và Nụ cười                                                                       |
| 1943 | 右大臣実朝 Udaijin Sanetomo          | Hữu đại thần Sanetomo                                                                        |
| 1944 | 津軽 Tsugaru                         | Tsugaru                                                                                      |
| 1945 | パンドラの匣 Pandora no Hako         | Chiếc hộp Pandora                                                                            |
| 1945 | 新釈諸国噺 Shinshaku Shokoku Banashi | Câu chuyện mới về các quốc gia                                                               |
| 1945 | 惜別 Sekibetsu                       | Tích biệt                                                                                    |
| 1945 | お伽草紙 Otogizōshi                  | Chuyện kể dân gian                                                                           |
| 1946 | 冬の花火 Fuyu no Hanabi              | Pháo hoa mùa đông                                                                            |
| 1947 | ヴィヨンの妻 Viyon No Tsuma          | Người vợ của Villion                                                                         |
| 1947 | 斜陽 Shayō                           | Tà dương                                                                                     |
| 1948 | 如是我聞 Nyozegamon                  | Chính tai tôi nghe                                                                           |
| 1948 | 桜桃 Ōtō                             | Anh đào                                                                                      |
| 1948 | 人間失格 Ningen Shikkaku             | Thất lạc cõi người                                                                           |
| 1948 | グッド・バイ Guddo-bai               | Good-Bye*                                                                                    |

* chỉ tác phẩm chưa được viết xong.

### Tác phẩm đã được dịch ra tiếng Việt
1. Thất lạc cõi người (dịch từ nguyên tác Nhật ngữ Ningenshikkaku (人間失格 (Nhân gian thất cách))), Hoàng Long dịch, Nhà xuất bản Hội Nhà văn và Công ty Phương Nam, 2011. Ấn bản này in kèm ba truyện ngắn: "Đêm tuyết", "Một trăm cảnh núi Phú Sĩ" và "Tám cảnh sắc Tokyo".
2. Tà dương (Dịch từ nguyên tác Nhật ngữ Shayo (斜陽 (Tà dương))), Hoàng Long dịch, Nhà xuất bản Hội Nhà văn và Công ty Phương Nam, 2012.
3. Một trăm cảnh núi Phú Sĩ (dịch từ nguyên tác Nhật ngữ 富嶽百景 ( (Phú Nhạc bách cảnh))), Hoàng Long dịch.
4. Tám cảnh sắc Tokyo (dịch từ nguyên tác Nhật ngữ 東京八景 ( (Đông Kinh bát cảnh))), Hoàng Long dịch
5. Một ngày trọng đại (dịch từ nguyên tác Nhật ngữ 十二月八日 ( (Ngày tám tháng mười hai))), Hoàng Long dịch.
6. Nữ sinh (dịch từ nguyên tác 女生徒), Hoàng Long dịch, Nhà xuất bản Hội Nhà văn và Công ty Phương Nam, tái bản lần 1, 2015.
7. Vợ gã hoang đàng (dịch từ nguyên tác ヴィヨンの妻), Hoàng Long dịch.
8. Tiếng dế nỉ non (dịch từ nguyên tác きりぎりす), Hoàng Long dịch.
9. Chiếc hộp Pandora, Đỗ Hương Giang dịch, Hà Nội: NXB Hội Nhà Văn và Công ty CP Sách Tao Đàn, 2019